# Paul Arthurs
Paul „Bonehead“ Arthurs (*23. června 1965) je anglický hudebník a zakládající člen a v letech 1991–1999 rytmický kytarista anglické rockové kapely Oasis.

## Mládí
Arthurs skončil se školou v roce 1981 a pracoval jako štukatér. Svoji první kapelu Pleasure and Pain založil v roce 1984. V této době začal jeho vztah s Kate, se kterou se později oženil. Na konci osmdesátých let, když pracoval jako stavitel budov, založil se svými přáteli Paulem „Guigsym“ McGuiganem (baskytara), Tonym McCarrollem (bicí) a Chrisem Huttonem (zpěv) kapelu The Rain, jejíž název je inspirovaný stejnojmennou skladbou od The Beatles.

## Oasis a The Rain
Poté, co Hutton dostal vyhazov, byl nahrazen Liamem Gallagherem. Gallagher a Arthurs spolu začali spolupracovat jako skladatelé. I přesto byla kapela stále neúspěšná, což se změnilo ve chvíli, kdy Liam do kapely přizval svého bratra Noela, který v té době dělal bedňáka pro Inspiral Carpets. Liam změnil název kapely na Oasis a Noel dodal skladby, které následně kapelu proslavily. Arthurs vzpomíná, že první skladby, které mu Noel Gallagher hrál, byly „Live Forever“ a „All Around the World“. Když Noel v jejich autobuse na turné hrál „Champagne Supernova“, Arthurs se zhroutil a plakal.
Arthurs je multiinstrumentalista, na albu (What's the Story) Morning Glory? hrál na klavír a mellotron a ve videoklipu k „Don't Look Back in Anger“ hraje na klavír.

## Po odchodu z Oasis
Arthurs kapelu opustil v roce 1999 během nahrávání jejich čtvrtého alba Standing on the Shoulder of Giants. Ve svém oficiálním prohlášení uvedl, že chce trávit více času se svou rodinou (jeho první dítě dcera Lucy se narodila 23. ledna 1995 a jeho syn Jude Arthurs se narodil 12. srpna 1997). Arthurs byl nahrazen Gemem Archerem.
Arthurs nyní žije v Manchesteru, kde si pod svým domem postavil nahrávací studio, a založil kapelu Moondog One, kde s ním hrají také Mike Joyce a Andy Rourke, bývalí členové The Smiths.
V roce 2004 hrál na rytmickou kytaru s kapelou Loso. Byli na turné v Asii, Evropě a ve Spojených státech.